# روگر کولو
روگر کولو (انگلیسی: Roger Kolo؛ زادهٔ ۳ سپتامبر ۱۹۴۳) یک سیاست‌مدار اهل ماداگاسکار است. وی از آوریل ۲۰۱۴ تا ژانویه ۲۰۱۵ نخست‌وزیر این‌کشور بود.